# Metropolis: Suite I (The Chase)
Metropolis: Suite I (The Chase) è l'EP di debutto della cantante statunitense Janelle Monáe, pubblicato il 24 agosto 2007 su etichetta Wondaland Arts Society.
Metropolis è il primo capitolo di un lavoro concettuale, in cui si racconta la futuristica storia dell'androide Cindi Mayweather, alter ego della Monáe, che dal 2719 viene inviata indietro nel tempo per liberare i cittadini di Metropolis dal The Great Divide, una società segreta che usa i viaggi nel tempo per sopprimere la libertà e l'amore.
Inizialmente l'Ep era stato concepito come un concept album in quattro parti, o suite, che dovevano essere distribuiti attraverso il suo sito web e siti di download MP3. Dopo l'uscita della prima parte, Metropolis: Suite I (The Chase), la cantante firma un contratto con l'etichetta di Sean "Diddy" Combs Bad Boy Records, modificando i piani.
L'etichetta ha successivamente pubblicato la prima suite nell'agosto 2008, reintitolandola Metropolis: The Suite Chase (Special Edition), in cui sono stati inseriti due nuovi brani. I restanti capitoli, o suite, sono stati "assorbiti" nel suo album di debutto The ArchAndroid. L'EP ha fatto ottenere alla Monáe una nomination ai Grammy Awards 2009 nella categoria Best Urban/Alternative Performance per il suo singolo Many Moons,

## Tracce
1. March of the Wolfmasters – 1:27
2. Violet Stars Happy Hunting! – 3:13
3. Many Moons – 5:34
4. Cybertronic Purgatory – 1:40
5. Sincerely, Jane. – 5:36

Special edition
1. Mr. President – 5:00
2. Smile – 4:00

## Classifiche
| Classifica (2008)                   | Posizione |
| ----------------------------------- | --------- |
| US Billboard 200                    | 115       |
| US Billboard Top R&B/Hip-Hop Albums | 20        |
| US Billboard Top Heatseekers        | 2         |